# Amalrik van Tyrus
Amalrik van Lusignan, (1272 - Nicosia 5 juni 1310) was als Amalrik II gouverneur-koning van Cyprus en prins van Tyrus. Hij was de vierde zoon van Hugo III van Cyprus en Isabella van Ibelin.

## Levensloop
Amalrik was aanwezig bij de Val van Tripoli in april 1289, hij leidde een leger van ridders en vier galjoenen vanuit Cyprus. Hij wist aan het beleg van Tripoli te ontkomen, samen met Lucia van Tripoli.
Hij werd door zijn broer Hendrik II benoemd tot prins van Tyrus in 1290. Tyrus en het grondgebied eromheen was nog in handen van de Koningen van Jeruzalem. Echter niet lang meer want eind 1290 vielen de Mammelukken de stad binnen en Amalrik wist nog net op tijd te ontsnappen. Amalrik bekleedde ook de hoge functie van: kanselier van Jeruzalem. Hij moest vooral de stad Akko, het laatste bolwerk van de koning, verdedigen tegen de Mammelukken. Door het Beleg van Akko verloor hij ook deze stad, dit keer samen met zijn broer, en ze moesten vluchten naar Cyprus.
In 1300 werd er een poging gedaan, onder leiding van Amalrik, samen met de Mongolen onder Ghazan, om het Heilige land opnieuw te heroveren. Hij en zijn mede-Cyprioten bezetten het eiland Ruad, maar de Mongolen kwamen niet opdagen en de Cyprioten verlieten het eiland weer, waarna het eiland verloren werd tijdens het Beleg van Ruad in 1302.
In de jaren nadien liepen de gemoederen in Cyprus hoog op: een groot deel van de adel en bevolking zag Hendrik het liefst verdwijnen. Door zijn nonchalante houding en oorlogen was hij in onmin geraakt. Mede door een paleiscoup wisten hoge officieren Amalrik op de troon te krijgen op 26 april 1306. Deze afzetting zou geweldloos gebeurd zijn, want Hendrik mocht naar zijn landgoed, gelegen bij Strovolos, gaan om daar te verblijven.
Onder het bewind van Amalrik kwam er al gauw weer welvaart ; zo haalde hij de banden met Venetië, Genua en de Hospitaller Orde aan, zodat er weer een bloeiende handel op gang kwam. Toen in 1307 de Orde van de Tempeliers vervolgd en opgedoekt moest worden, kreeg Amalrik ook de opdracht van de pauselijke gezanten om de Tempeliers te vervolgen die nog op Cyprus verbleven. Amalrik was tegen dit besluit, omdat hij bij de paleiscoupe geholpen was door de Tempeliers. Door deze twijfel kon zijn verbannen broer Hendrik II in 1309 een opstand organiseren met behulp van enkele edelen die hem trouw waren gebleven, onder hen Simon van Monitouf, Jan van Dampierre en wat leden van de familie Ibelin. Deze aanslag werd nog verijdeld waarbij Jan van Dampierre een diepe armwonde opliep. Hierna werd Hendrik II naar Armenië verbannen in februari 1310. Maar op 5 juni 1310 wist Simon van Monitouf, Amalrik dood te steken in Nicosia. Hendrik II nam zijn plaats als koning weer in.

## Huwelijk en kinderen
Amalrik huwde rond 1292/1293 met prinses Isabella van Armenië, een dochter van Leo III van Armenië in Nicosia. Door dit huwelijk werd er een vredesverdrag gesloten nadat de landen al jaren in oorlog hadden verkeerd. Ze kregen vijf zoons en een dochter;
- Hugo van Lusignan (overleden tussen 1318 & 9 april 1323, Armenië), heer van Crusoche voor 1310, huwde voor 1310 Eschive van Ibelin (overleden na maart 1324).
- Hendrik van Lusignan (overleden/vermoord voor 9 april 1323, Armenië), was ongetrouwd en zonder nageslacht.
- Guy van Lusignan (overleden 17 april 1344, Armenië), werd koning van Armenië als Constantijn IV
- Jan van Lusignan (overleden/vermoord 7 augustus 1343, Armenië), enige tijd constable en regent van Armenië, huwde voor 1340 met Sultana/Soldana van Georgië (overleden na 1343), was een dochter van Giorgi V "de wonderbaarlijke of de Grote", koning van Georgië (1318-1346), overleden 1346, ze kregen samen twee zonen waarvan een bastaard:
  - Bohemond van Lusignan (of Bemond)(overleden te Venetië, 1364), titulair koning van Armenië in 1363.
  - Leo VI van Armenië (bastaard)
- Bohémond van Lusignan (overleden/vermoord, 17 april, 1344, Armenië), graaf van Corcyus, heer van Korikos (1336), huwde in 1340 met Euphemia van Neghir (1325 – overleden 1381, Jeruzalem), dochter van Boudewijn van Neghir, commandant van Armenië, zonder nageslacht, Bohemund had wel een bastaardzoon:
- Barthelemy van Lusignan, co-regent van Armenië (overleden na 1373), ongetrouwd en zonder nageslacht.
- Agnes (Marie) van Lusignan (overleden na 1309), huwde 1305 of 1305/1306 met Leo IV van Armenië (1297 – vermoord 1307), zonder nageslacht.